# T. J. Hensick
Timothy James „T. J.“ Hensick (* 10. Dezember 1985 in Howell, Michigan) ist ein US-amerikanischer Eishockeyspieler, der zuletzt bis zum Ende der Saison 2022/23 bei den Toledo Walleye aus der ECHL unter Vertrag gestanden und dort auf der Position des Centers gespielt hat. In der National Hockey League (NHL) absolvierte Hensick insgesamt 114 Spiele für die Colorado Avalanche und St. Louis Blues.

## Karriere

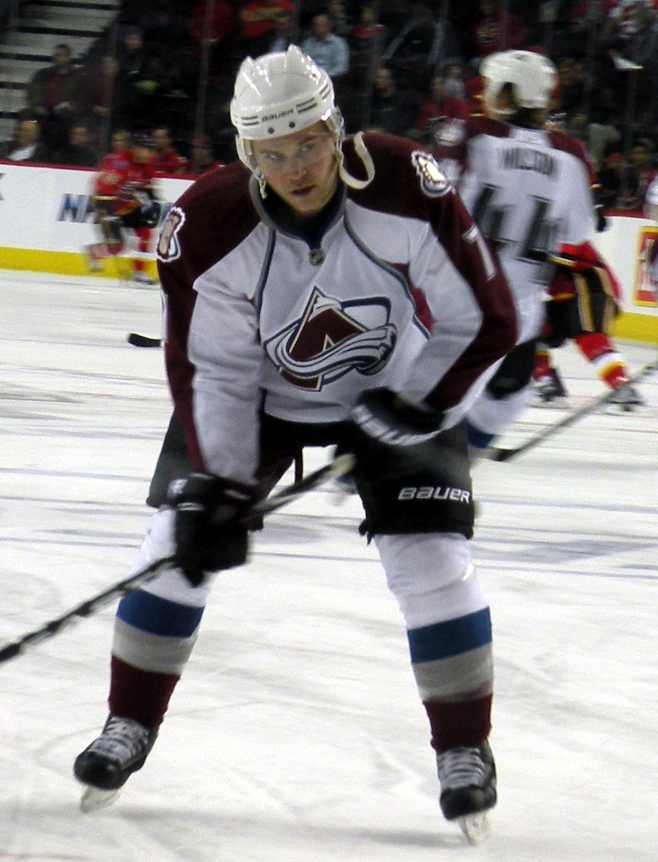
Hensick im Trikot der Colorado Avalanche (2009)

Hensick begann seine Karriere im Nachwuchsprogramm des US-amerikanischen Eishockeyverbands USA Hockey, für die er von 2001 bis 2003 in der North American Hockey League (NAHL) spielte. In den Jahren 2003 bis 2007 spielte Hensick für die Eishockeymannschaft der University of Michigan in der National Collegiate Athletic Association (NCAA). Während des NHL Entry Draft 2005 wurde der Angreifer in der dritten Runde als insgesamt 88. Spieler von der Colorado Avalanche ausgewählt. Nachdem er zwei weitere Jahre für die University of Michigan aktiv gewesen war, wurde er im Sommer 2007 in den Kader der Avalanche und ihres Farmteams aus der American Hockey League (AHL), die Lake Erie Monsters aufgenommen. In seiner ersten Spielzeit in der National Hockey League (NHL) erzielte der Center elf Scorerpunkte in 31 Spielen, darunter sechs Tore. Für die Lake Erie Monsters erreichte er in 50 Partien 45 Scorerpunkte, darunter zwölf Tore.
Zwischen 2010 und 2013 stand er bei den St. Louis Blues unter Vertrag, spielte aber hauptsächlich für die Peoria Rivermen in der AHL. Im Juni 2013 entschied er sich für ein erstes Europa-Engagement und unterzeichnete einen Vertrag bei MODO Hockey aus der Svenska Hockeyligan (SHL), wo er nach 31 Einsätzen bereits im Januar 2014 wieder in die Vereinigten Staaten zurückkehrte. Dort war der Stürmer fortan ein gefragter Spieler in der AHL. Zunächst schloss er sich dem Hartford Wolf Pack an. Dort beendete er die Spielzeit 2013/14. Anschließend war er ein Jahr lang für die Hamilton Bulldogs, ehe er im Sommer 2015 von den Carolina Hurricanes aus der NHL unter Vertrag genommen wurde. Diese setzten ihn im Saisonverlauf aber lediglich in der AHL bei den Charlotte Checkers ein. Das letzte Saisondrittel verbrachte er allerdings beim Ligakonkurrenten Utica Comets.
Zum Spieljahr 2016/17 wechselte der US-Amerikaner innerhalb der AHL zu den Ontario Reign, wo er für zwei Jahre eine sportliche Heimat fand. Trotz über 100 Scorerpunkten in zwei Spielzeiten wurde der Vertrag des Angreifers im Sommer 2018 nicht verlängert, sodass er zu den Toledo Walleye in die ECHL wechselte. Im Februar 2019 kehrte er nach 47 Einsätzen aber bereits in die American Hockey League zurück, als er von den San Jose Barracuda bis zum Saisonende verpflichtet wurde. Seitdem spielt er mit Unterbrechungen wieder für Toledo.

### International
Auf internationaler Ebene kam Hensick im Juniorenbereich für die US-Nationalteams zu Einsätzen. Zunächst bestritt er die U18-Junioren-Weltmeisterschaft 2003 im russischen Jaroslawl, wo er in sechs Turnierspielen zehn Scorerpunkte verbuchte. Darunter befanden sich sechs Tore, die dem Team schließlich den vierten Platz sicherten. Mit seinen zehn Scorerpunkten war er der punktbeste Spieler im US-amerikanischen Aufgebot und der siebtbeste des gesamten Turniers, was ihm eine Berufung ins All-Star-Team einbrachte. Einen weiteren Einsatz hatte der Angreifer bei der U20-Junioren-Weltmeisterschaft 2005, bei der die Mannschaft den Wettbewerb ebenfalls auf dem vierten Rang abschloss.

## Erfolge und Auszeichnungen
| - 2004 CCHA All-Rookie Team - 2004 CCHA Rookie of the Year - 2004 CCHA First All-Star Team - 2005 Mason-Cup-Gewinn mit der University of Michigan - 2005 CCHA First All-Star Team - 2005 NCAA West First All-American Team - 2006 CCHA Second All-Star Team - 2007 CCHA First All-Star Team - 2007 NCAA West First All-American Team | - 2008 Teilnahme am AHL All-Star Classic - 2009 AHL-Spieler des Monats Dezember - 2010 Teilnahme am AHL All-Star Classic - 2011 Teilnahme am AHL All-Star Classic - 2012 Teilnahme am AHL All-Star Classic - 2012 AHL Second All-Star Team - 2019 Teilnahme am ECHL All-Star Game - 2022 ECHL First All-Star Team |

### International
- 2003 All-Star-Team der U18-Junioren-Weltmeisterschaft

## Karrierestatistik

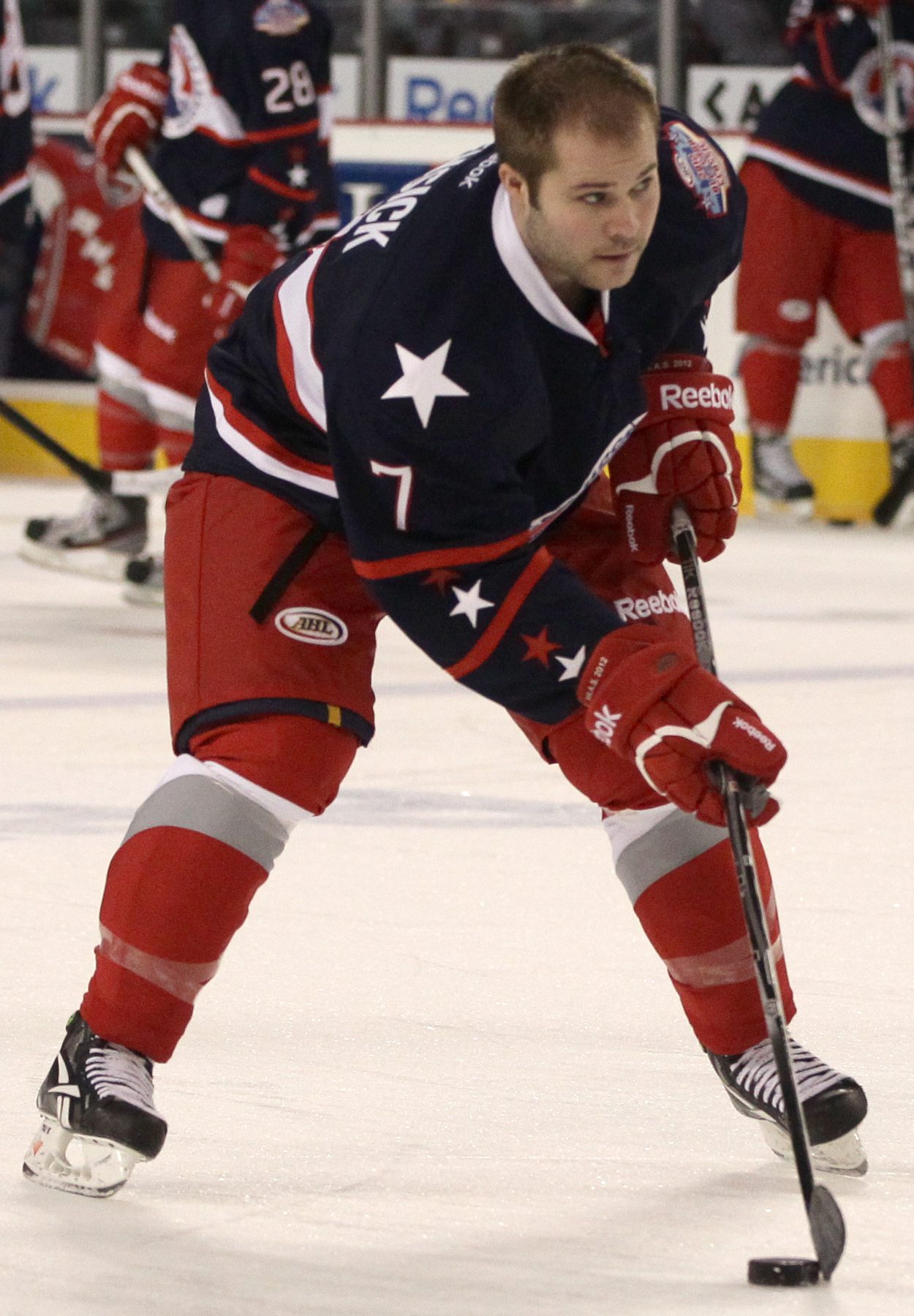
Hensick beim AHL All-Star Classic 2012

Stand: Ende der Saison 2022/23

### International
Vertrat die USA bei:
- U18-Junioren-Weltmeisterschaft 2003
- U20-Junioren-Weltmeisterschaft 2005

(Legende zur Spielerstatistik: Sp oder GP = absolvierte Spiele; T oder G = erzielte Tore; V oder A = erzielte Assists; Pkt oder Pts = erzielte Scorerpunkte; SM oder PIM = erhaltene Strafminuten; +/− = Plus/Minus-Bilanz; PP = erzielte Überzahltore; SH = erzielte Unterzahltore; GW = erzielte Siegtore; 1 Play-downs/Relegation; Kursiv: Statistik nicht vollständig)